# Jamaica en los Juegos Olímpicos de Seúl 1988
Jamaica estuvo representada en los Juegos Olímpicos de Seúl 1988 por un total de 35 deportistas que compitieron en 5 deportes.  
La portadora de la bandera en la ceremonia de apertura fue la atleta Merlene Ottey.

## Medallistas
El equipo olímpico jamaicano obtuvo las siguientes medallas:
| Nombre                                                 | Deporte   | Competición |
| ------------------------------------------------------ | --------- | ----------- |
| Oro                                                    |           |             |
| —                                                      |           |             |
| Plata                                                  |           |             |
| Grace Jackson                                          | Atletismo | 200 m F     |
| Devon Morris Bert Cameron Howard Davis Winthrop Graham | Atletismo | 4 × 400 m M |
| Bronce                                                 |           |             |
| —                                                      |           |             |